# Misérieux
Ne pas confondre avec la commune de Mizérieux, dans la Loire.
Misérieux est une commune française, située dans le département de l'Ain en région Auvergne-Rhône-Alpes.
Ses habitants sont appelés les Misellans et les Misellanes.

## Géographie
La commune est située à côté du château et du bois de Cibeins[réf. souhaitée] et est proche de la ville de Trévoux.

### Climat
Pour des articles plus généraux, voir Climat d'Auvergne-Rhône-Alpes et Climat de l'Ain.
En 2010, le climat de la commune est de type climat océanique altéré, selon une étude du CNRS s'appuyant sur une série de données couvrant la période 1971-2000. En 2020, Météo-France publie une typologie des climats de la France métropolitaine dans laquelle la commune est dans une zone de transition entre le climat semi-continental et le climat de montagne et est dans la région climatique Bourgogne, vallée de la Saône, caractérisée par un bon ensoleillement (1 900 h/an), un été chaud (18,5 °C), un air sec au printemps et en été et des vents faibles.
Pour la période 1971-2000, la température annuelle moyenne est de 11,7 °C, avec une amplitude thermique annuelle de 17,9 °C. Le cumul annuel moyen de précipitations est de 799 mm, avec 9,1 jours de précipitations en janvier et 7 jours en juillet. Pour la période 1991-2020, la température moyenne annuelle observée sur la station météorologique de Météo-France la plus proche, « Villefranche », sur la commune de Villefranche-sur-Saône à 7 km à vol d'oiseau, est de 13,1 °C et le cumul annuel moyen de précipitations est de 790,9 mm,. Pour l'avenir, les paramètres climatiques de la commune estimés pour 2050 selon différents scénarios d'émission de gaz à effet de serre sont consultables sur un site dédié publié par Météo-France en novembre 2022.

## Urbanisme

### Typologie
Au 1er janvier 2024, Misérieux est catégorisée ceinture urbaine, selon la nouvelle grille communale de densité à 7 niveaux définie par l'Insee en 2022.
Elle appartient à l'unité urbaine de Lyon, une agglomération inter-départementale dont elle est une commune de la banlieue,. Par ailleurs la commune fait partie de l'aire d'attraction de Lyon, dont elle est une commune de la couronne,. Cette aire, qui regroupe 397 communes, est catégorisée dans les aires de 700 000 habitants ou plus (hors Paris),.

### Occupation des sols
L'occupation des sols de la commune, telle qu'elle ressort de la base de données européenne d’occupation biophysique des sols Corine Land Cover (CLC), est marquée par l'importance des territoires agricoles (78,9 % en 2018), une proportion sensiblement équivalente à celle de 1990 (79,2 %). La répartition détaillée en 2018 est la suivante : 
terres arables (57,1 %), prairies (14,6 %), zones urbanisées (12,1 %), forêts (8,8 %), zones agricoles hétérogènes (7,2 %), zones industrielles ou commerciales et réseaux de communication (0,1 %).
L'évolution de l’occupation des sols de la commune et de ses infrastructures peut être observée sur les différentes représentations cartographiques du territoire : la carte de Cassini (XVIIIe siècle), la carte d'état-major (1820-1866) et les cartes ou photos aériennes de l'IGN pour la période actuelle (1950 à aujourd'hui).

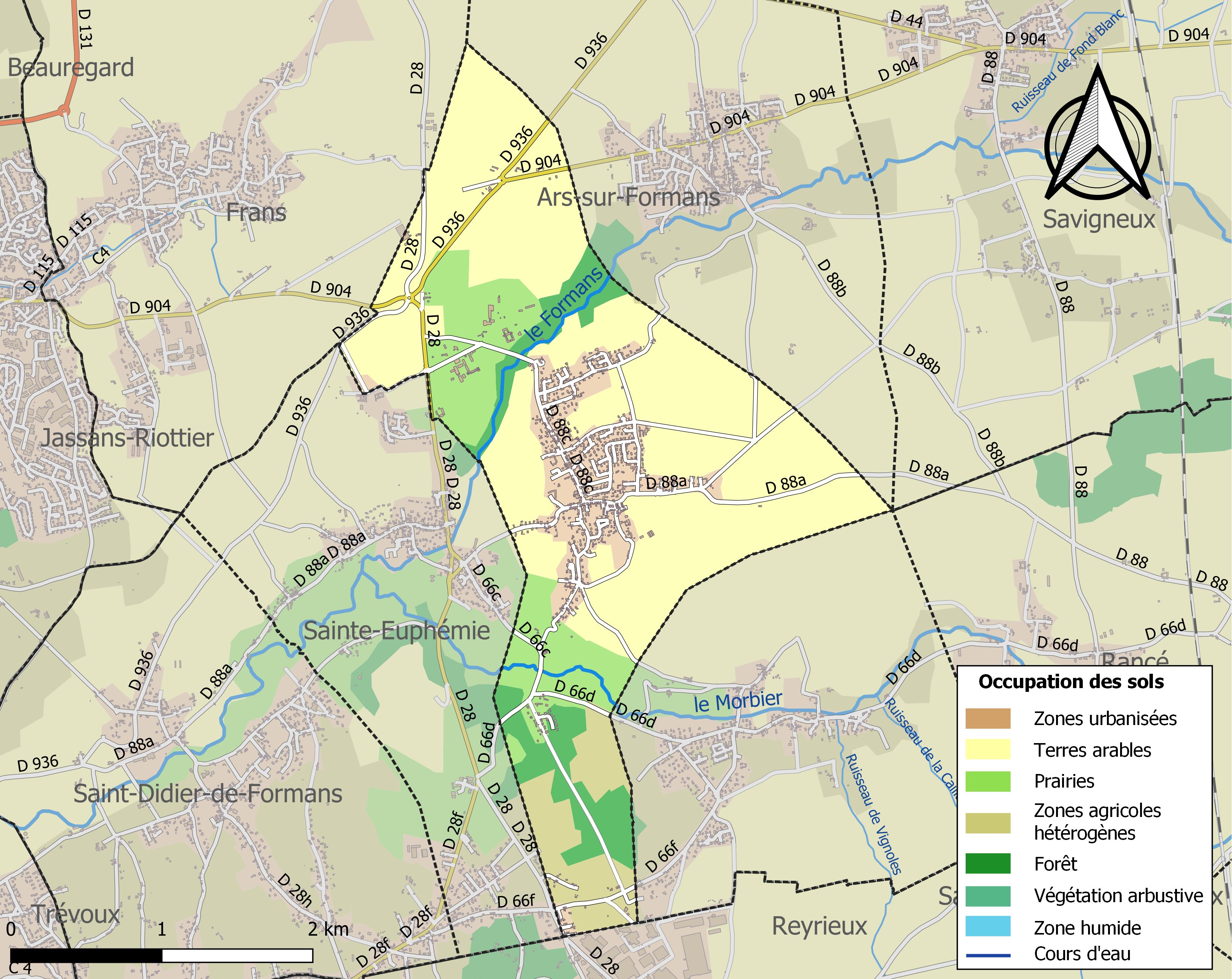
Carte des infrastructures et de l'occupation des sols de la commune en 2018 (CLC).

## Toponymie

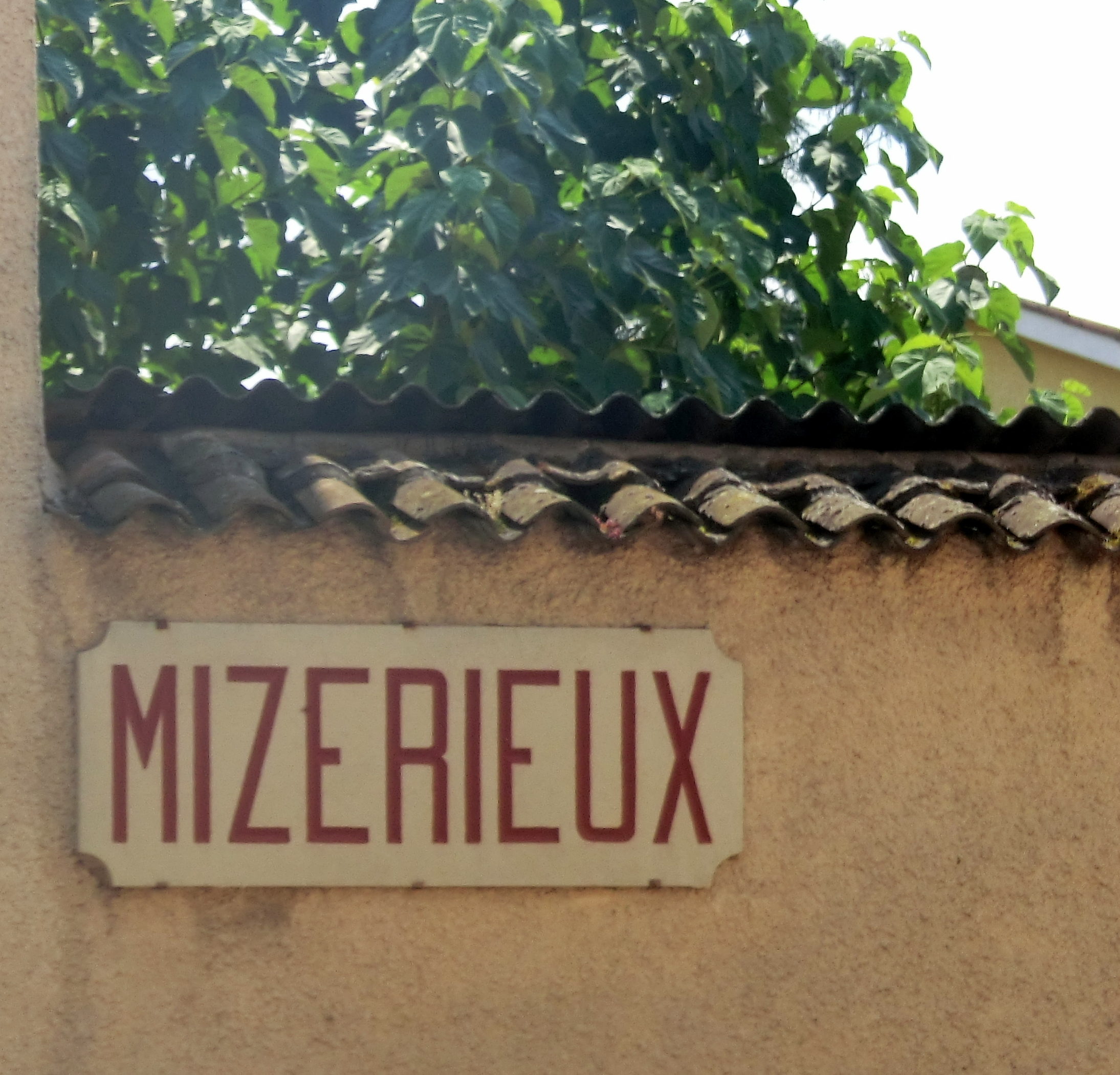
Plaque à Misérieux avec l'ancienne orthographe Mizérieux.

Autrefois, le nom du village possédait un z à la place du s, mais il a été modifié pour éviter les confusions avec la commune française Mizérieux, située dans la Loire[réf. nécessaire].
Pour les noms multisyllabiques, un x final indique l’accentuation sur la dernière syllabe le différenciant avec le z final qui sert à marquer le paroxytonisme et ne devrait pas être prononcé dans sa langue d'origine[réf. nécessaire].

## Histoire
Le village est mentionné dès le Xe siècle. Il était de la principauté et de l'archiprêtré de Dombes, dépendant de la châtellenie de Villeneuve. 

## Politique et administration

### Découpage territorial
La commune de Misérieux est membre de la communauté de communes Dombes Saône Vallée, un établissement public de coopération intercommunale (EPCI) à fiscalité propre créé le 1er janvier 2014 dont le siège est à Trévoux. Ce dernier est par ailleurs membre d'autres groupements intercommunaux.
Sur le plan administratif, elle est rattachée à l'arrondissement de Bourg-en-Bresse, au département de l'Ain et à la région Auvergne-Rhône-Alpes. Sur le plan électoral, elle dépend du  canton de Trévoux pour l'élection des conseillers départementaux, depuis le redécoupage cantonal de 2014 entré en vigueur en 2015, et de la deuxième circonscription de l'Ain  pour les élections législatives, depuis le dernier découpage électoral de 2010.

### Administration municipale
| Période                                  | Période   | Identité         | Étiquette | Qualité |
| ---------------------------------------- | --------- | ---------------- | --------- | ------- |
| juin 1995                                | mars 2008 | Danielle Comtet  |           |         |
| mars 2008                                | En cours  | Gabriel Aumonier | DVD       |         |
| Les données manquantes sont à compléter. |           |                  |           |         |

## Population et société

### Démographie
L'évolution du nombre d'habitants est connue à travers les recensements de la population effectués dans la commune depuis 1793. Pour les communes de moins de 10 000 habitants, une enquête de recensement portant sur toute la population est réalisée tous les cinq ans, les populations de référence des années intermédiaires étant quant à elles estimées par interpolation ou extrapolation. Pour la commune, le premier recensement exhaustif entrant dans le cadre du nouveau dispositif a été réalisé en 2006.

En 2022, la commune comptait 2 010 habitants, en évolution de +3,72 % par rapport à 2016 (Ain : +5,15 %, France hors Mayotte : +2,11 %).
| 1793 | 1800 | 1806 | 1821 | 1831 | 1836 | 1841 | 1846 | 1851 |
| ---- | ---- | ---- | ---- | ---- | ---- | ---- | ---- | ---- |
| 407  | 440  | 346  | 530  | 570  | 595  | 665  | 720  | 724  |

| 1856 | 1861 | 1866 | 1872 | 1876 | 1881 | 1886 | 1891 | 1896 |
| ---- | ---- | ---- | ---- | ---- | ---- | ---- | ---- | ---- |
| 729  | 700  | 633  | 648  | 650  | 627  | 588  | 577  | 557  |

| 1901 | 1906 | 1911 | 1921 | 1926 | 1931 | 1936 | 1946 | 1954 |
| ---- | ---- | ---- | ---- | ---- | ---- | ---- | ---- | ---- |
| 564  | 570  | 527  | 619  | 676  | 732  | 754  | 716  | 719  |

| 1962 | 1968 | 1975 | 1982 | 1990  | 1999  | 2006  | 2011  | 2016  |
| ---- | ---- | ---- | ---- | ----- | ----- | ----- | ----- | ----- |
| 564  | 575  | 686  | 868  | 1 224 | 1 430 | 1 694 | 1 779 | 1 938 |

| 2021  | 2022  | - | - | - | - | - | - | - |
| ----- | ----- | - | - | - | - | - | - | - |
| 1 994 | 2 010 | - | - | - | - | - | - | - |

### Enseignement
La commune dispose d'une école maternelle et d'une école élémentaire. Un lycée agricole existe depuis 1918 au hameau de Cibeins.

### Sports
- Club de football, l'AS Misérieux Trévoux
- Club de tennis, le TC Miz - Tennis club de Misérieux (Miz pour se démarquer et un rappel historique à l'ancien nom Mizérieux)
- Club de cyclotourisme, Ami Cyclo Miserieux (club FFCT avec section VTT, Route et une école cyclo)
- Club de volley, Misérieux volley ball

### Bibliothèque
La bibliothèque de Misérieux se situe au nord, à la place de l'ancienne poste. Autrefois, la bibliothèque se trouvait dans l'école maternelle.

## Culture et patrimoine

### Lieux et monuments
- Le château de Cibeins, qui abrite une école d'agriculture, date des XVIIIe et XIXe siècles.
- Église Saint-Martin.
- Chapelle du château de Cibeins.

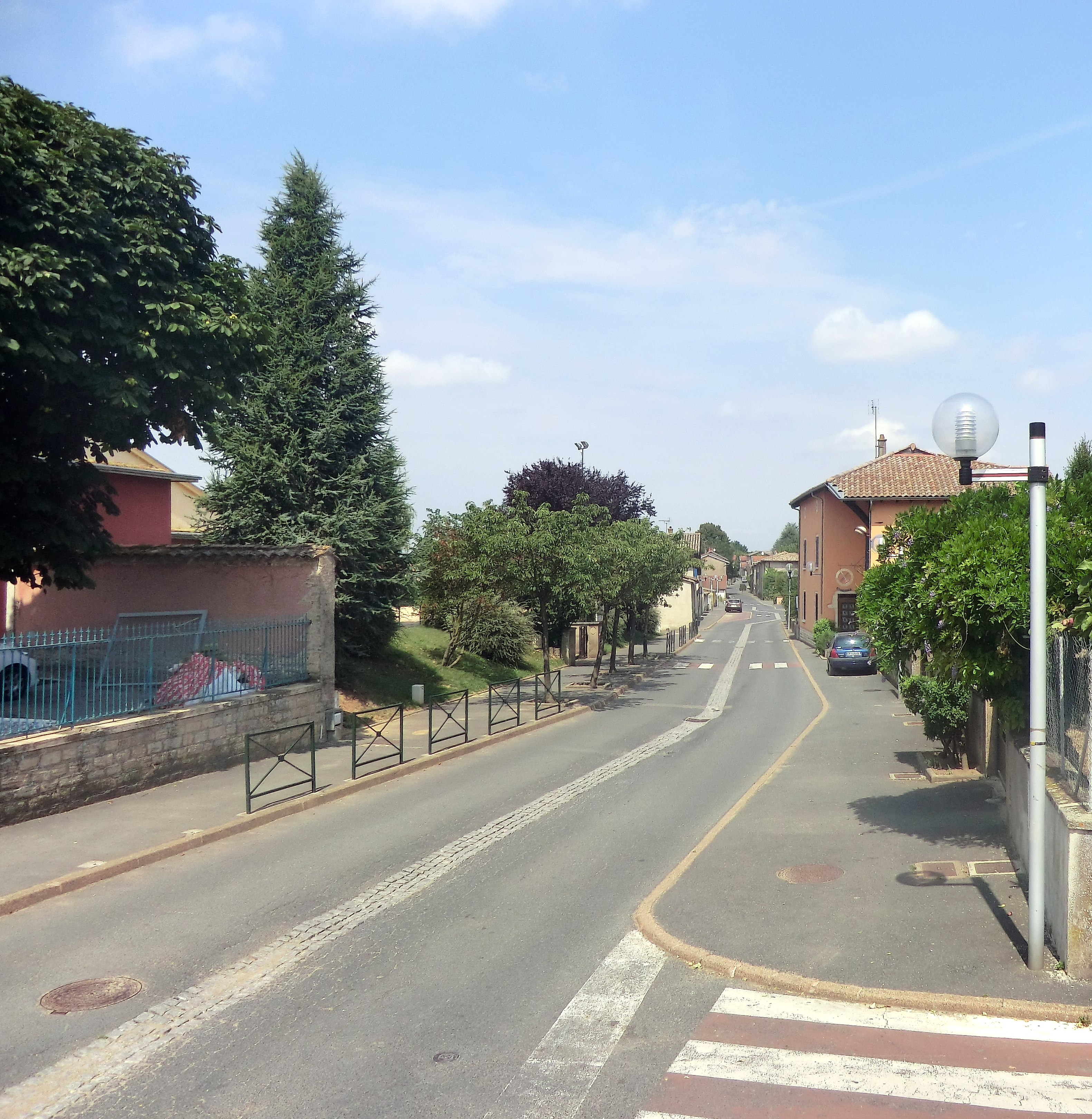
Grande Rue.
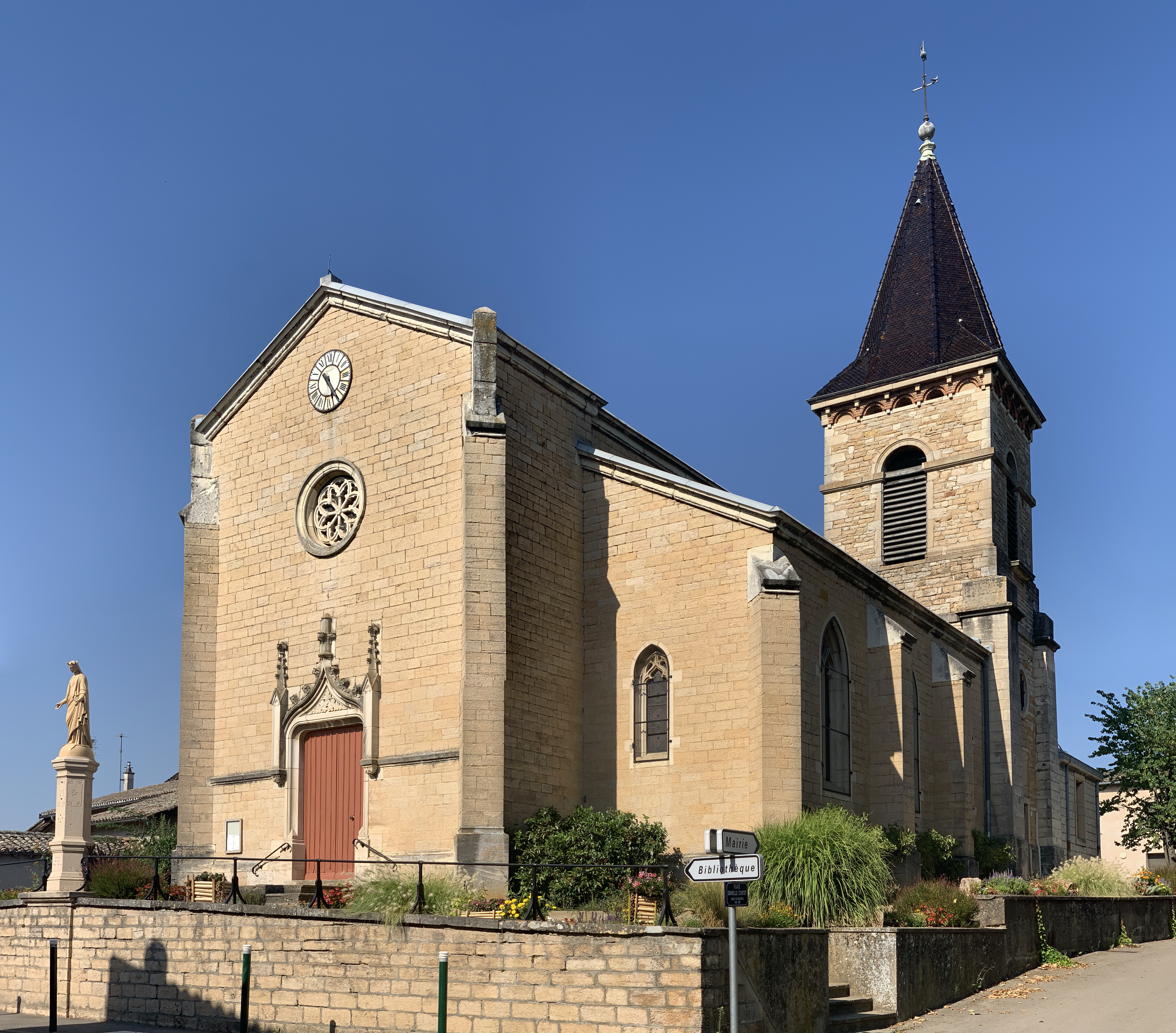
L'église de Misérieux.
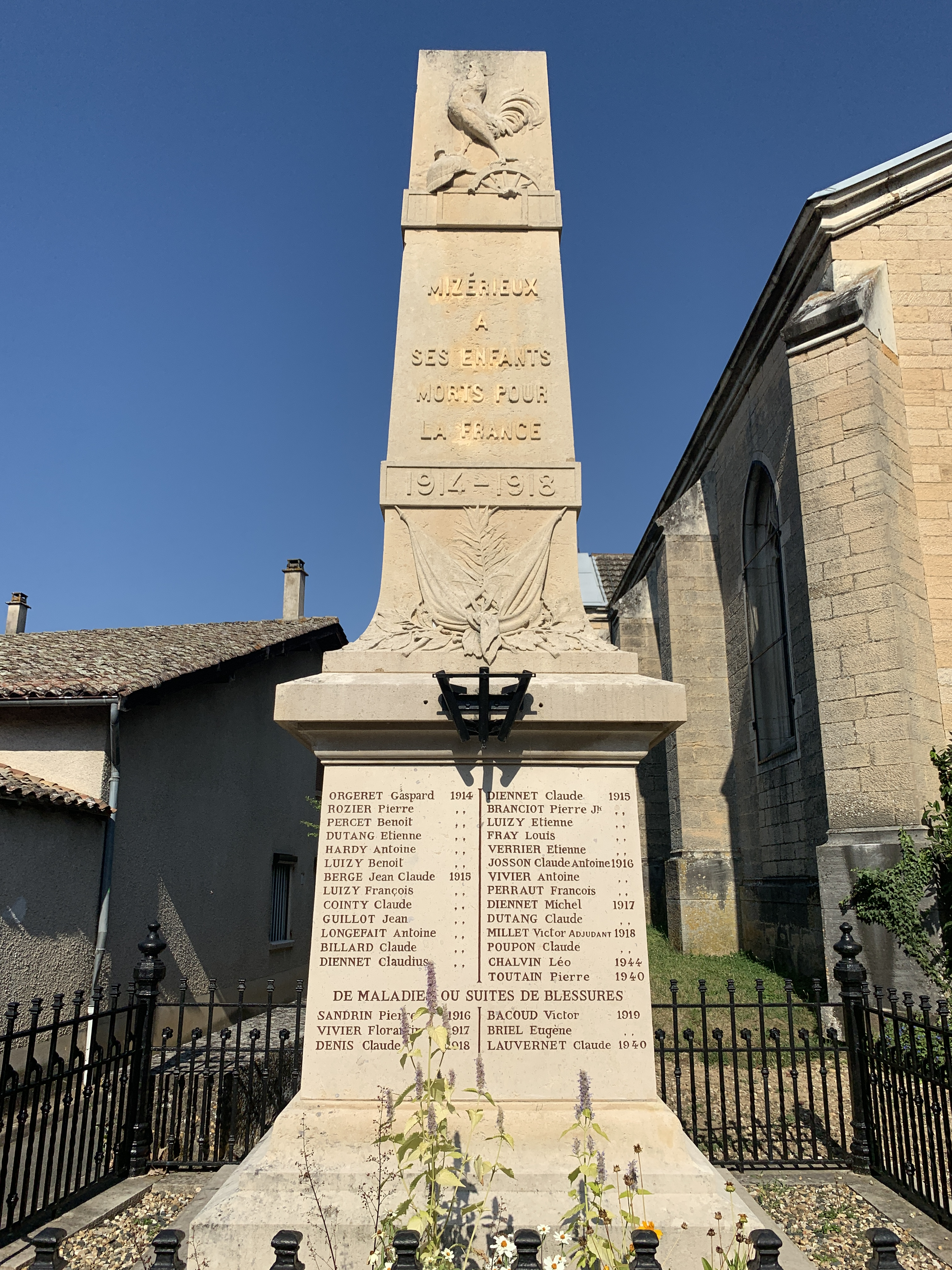
Monument aux morts.

## Héraldique
| Blason de Misérieux | Blason  | Taillé: au 1) d'or à un coquelicot tigé et feuillé au naturel, au 2) d'azur à un épi de blé tigé et feuillé d'or ployé en barre. |
| Blason de Misérieux | Détails | Adopté le 11 juin 2024. |